# Lycostomus stoetzneri
Lycostomus stoetzneri is een keversoort uit de familie netschildkevers (Lycidae). De wetenschappelijke naam van de soort werd in 1936 gepubliceerd door Kleine.